# 節原村
節原村（ふしはらむら）は、福岡県三井郡にあった村。現在の久留米市の一部。

## 地理
筑後川流域に位置し、北に宝満川が流れていた。

## 歴史

### 沿革
- 1889年（明治22年）4月1日 - 町村制の施行により、御井郡小森野村、櫛原村（一部、南薫通・国道両側を除く）、合川村（一部）が合併して村制施行し、節原村が発足[1][2]。
- 1896年（明治29年）4月1日 - 郡の統合により三井郡に所属[1][3]。
- 1898年（明治31年）- 筑後川小森野放水路開削[1]
- 1923年（大正12年）8月1日 - 久留米市に編入され廃止[1][2]

### 地名の由来
『和名類聚抄』節原（くしはら）郷が当地に比定されることから。ただし読みは「ふしはら」とした。

## 教育

### 小学校
- 1901年（明治25年）- 節原小学校開校[1]
- 1911年（明治44年）- 節原尋常高等小学校となる[1]。